# C調言葉に御用心
「C調言葉に御用心」（シーちょうことばにごようじん）は、サザンオールスターズの楽曲。自身の5作目のシングルとして、Invitationから7インチレコードで1979年10月25日に発売された。
1988年6月25日と1998年2月11日に8cmCDとして、2005年6月25日には12cmCDで再発売されている。2014年12月17日からはダウンロード配信、2019年12月20日からはストリーミング配信が開始されている。

## 背景・制作
1979年にリリースした最後のシングルである。彼らは芸能誌の取材や音楽番組やバラエティ番組などのテレビ出演の合間を縫って、本作のレコーディングを行っていた。

## 収録曲
- 収録時間：8:17

1. C調言葉に御用心 (4:33)
（作詞・作曲:桑田佳祐　編曲:サザンオールスターズ　弦編曲:新田一郎）
メンバー全員出演のヤマザキナビスコ「チップスター」CMソング。映画『彼女が水着にきがえたら』挿入歌[注釈 1]。
タイトルの「C調」とは「軽薄で調子のよいさま」を意味する俗語である[4][5]。いわゆるズージャ語で「調子いい」とハ長調（C調）をかけて、軽く調子のいいことを吹聴する人物のことをいう。歌詞にある「たまにゃMaking Love そうでなきゃ hand job」は自慰行為のことを言い回している[6]。
山下達郎は一番好きなサザンの曲として本楽曲を挙げている[7]。また、吉井和哉も思い出の曲として本楽曲を挙げている[8]。
2. I AM A PANTY (Yes, I am) (3:44)
（作詞・作曲:桑田佳祐　編曲:サザンオールスターズ　管編曲:新田一郎）
歌詞は、アルバム『10ナンバーズ・からっと』と同じく歌詞カードに記載されていない。桑田の歌詞集「ただの歌詩じゃねえか、こんなもん」には正式に歌詞が乗せられているが、歌詞自体はすべて平仮名で書かれている[9]。桑田は当時ディレクターを務めていた高垣健から歌詞カードの印刷に間に合わないことを催促されていた。しかし、冗談と思っていたら本当に歌詞が載らなかったという[10]。
音楽評論家の中山康樹は、本楽曲に対し、「イントロは初期サザンが影響をうけたリトル・フィートふうサウンド（とくに『ディキシー・チキン』)だ」と述べている[11]。

## 参加ミュージシャン
- 桑田佳祐:Vocal, Slide Guitar(#1,2)
- 大森隆志:Guitar, Chorus(#1,2)
- 原由子:Keyboards, Chorus(#1,2)
- 関口和之:Bass, Chorus(#1,2)
- 松田弘:Drums, Chorus(#1,2)
- 野沢秀行:Percussion, Chorus(#1,2)

## 収録アルバム
| 曲名                     | 作品名                                    | 備考                                             |
| ------------------------ | ----------------------------------------- | ------------------------------------------------ |
| C調言葉に御用心          | タイニイ・バブルス                        |                                                  |
| C調言葉に御用心          | Kick Off!                                 | カセットテープのみの販売のため、現在は廃盤作品。 |
| C調言葉に御用心          | アーリー・サザンオールスターズ            | カセットテープのみの販売のため、現在は廃盤作品。 |
| C調言葉に御用心          | SOUTHERN ALL STARS BEST ONE '82           | カセットテープのみの販売のため、現在は廃盤作品。 |
| C調言葉に御用心          | すいか SOUTHERN ALL STARS SPECIAL 61SONGS | 数量限定販売のため、現在は廃盤作品。             |
| C調言葉に御用心          | HAPPY!                                    | 数量限定販売のため、現在は廃盤作品。             |
| C調言葉に御用心          | 海のYeah!!                                |                                                  |
| I AM A PANTY (Yes, I am) | アーリー・サザンオールスターズ            | カセットテープのみの販売のため、現在は廃盤作品。 |
| I AM A PANTY (Yes, I am) | すいか SOUTHERN ALL STARS SPECIAL 61SONGS | 数量限定販売のため、現在は廃盤作品。             |

## ミュージック・ビデオ収録作品
| 曲名                     | 作品名 |
| ------------------------ | ------ |
| C調言葉に御用心          | 未収録 |
| I AM A PANTY (Yes, I am) | 未収録 |

## ライブ映像作品
| 曲名                     | 作品名                                                                                                  | 備考                                                                                    |
| ------------------------ | --- | --------------------------------------------------------------------------------------- |
| C調言葉に御用心          | ホタル・カリフォルニア                                                                                  |                                                                                         |
| C調言葉に御用心          | 平和の琉歌 〜Stadium Tour 1996 "ザ・ガールズ万座ビーチ" in 沖縄〜                                       | DVD版のエクストラメニュー「Stadium Tour 1996 "ザ・ガールズ万座ビーチ"」に一部のみ収録。 |
| C調言葉に御用心          | 1998 スーパーライブ in 渚園                                                                             |                                                                                         |
| C調言葉に御用心          | シークレットライブ'99 SAS 事件簿 in 歌舞伎町                                                            |                                                                                         |
| C調言葉に御用心          | SUMMER LIVE 2003「流石だスペシャルボックス」胸いっぱいの “LIVE in 沖縄” & 愛と情熱の “真夏ツアー完全版” |                                                                                         |
| C調言葉に御用心          | 真夏の大感謝祭 LIVE                                                                                     |                                                                                         |
| C調言葉に御用心          | 茅ヶ崎ライブ2023                                                                                        |                                                                                         |
| I AM A PANTY (Yes, I am) | 未収録                                                                                                  |                                                                                         |